# Caso Alfredo Gruber
El caso de Alfredo Gruber fue el primer escándalo político durante el segundo gobierno de Rafael Caldera en Venezuela que terminó con la renuncia del ministro de Industrias Pesadas Alfredo Gruber en 1994.

## Historia
Gruber fue acusado por el Contralor General Eduardo Roche Lander de constituir una empresa que contrató dos concesiones para la explotación del oro con la Corporación Venezolana de Guayana cuando se desempeñaba como presidente de Palmaven, empresa estatal de fertilizantes. Esto trajo como consecuencia la renuncia de Gruber en noviembre de 1994, después de que el Congreso lo solicitara.
Andrés Velásquez, entonces gobernador del estado Bolívar, donde opera la CVG, declaró que Gruber trataba de privatizar Minerven, de manera que se beneficiaran sus intereses como empresario minero y criticó el nombramiento de un supuesto socio suyo, José Arata, en la dirección de minería de la Corporación Venezolana de Guayana.
Gruber, por su parte, declaró que: 

Soy objeto de una conspiración que tiende a interrumpir la labor de apertura al capital privado que hemos iniciado.
Alfredo Gruber